# Operation Libelle
Operation Alba • Operation Libelle • Operation Cosmas • Operation Silver Wake
Die Operation Libelle war eine Operation der Bundeswehr während der bürgerkriegsähnlichen Unruhen („Lotterieaufstand“) im März 1997 in Albanien, bei der deutsche und  ausländische Bürger aus der Hauptstadt Tirana ausgeflogen wurden. In der gleichen Woche evakuierten auch US-amerikanische (Operation Silver Wake), griechische (Operation Cosmas) und italienische Einheiten ihre Bürger und viele weitere Zivilpersonen aus Albanien.
Der Schusswechsel während der Evakuation in Tirana wird von verschiedenen Medien als erstes Gefecht deutscher Soldaten seit dem Zweiten Weltkrieg bezeichnet. Allerdings kam es in der Vergangenheit bereits seit 1993 beispielsweise im Rahmen von UNOSOM II in Somalia zu Kampfhandlungen deutscher Soldaten.

## Lage in Albanien am 13. März 1997
Durch den Zusammenbruch betrügerischer Anlagegesellschaften hatten viele Albaner zum Ende des Jahres 1996 ihr Vermögen verloren. Die Wut der Bevölkerung auf die Regierung unter dem damaligen Präsident Sali Berisha entlud sich Anfang 1997 in einem Aufstand, der zu bürgerkriegsähnlichen Zuständen im Land führte („Lotterieaufstand“).
Die Unruhen breiteten sich vom Süden des Landes in Richtung der Hauptstadt Tirana aus. Im Februar berichtete die deutsche Botschaft in Tirana in einem Schreiben an das Auswärtige Amt in Berlin: „Unkontrollierte Gruppen bemächtigen sich der Waffenlager. Die Ordnungskräfte treten nicht in Erscheinung.“
In Tirana plünderten bewaffnete Gruppen von Aufständischen zahlreiche Geschäfte, Banken und staatliche Einrichtungen. Der Flughafen der Stadt konnte nicht mehr angeflogen werden. Die im Land verbliebenen ausländischen Staatsbürger waren durch diese prekäre Sicherheitslage akut gefährdet.
Mitte März brach die staatliche Ordnung in Albanien endgültig zusammen. Das Auswärtige Amt hatte am 11. März 1997 alle Deutschen, zunächst mit Ausnahme der Botschaftsbediensteten, in Albanien aufgefordert, das Land zu verlassen, woraufhin sich etwa 100 ausreisewillige Deutsche, aber auch Staatsangehörige anderer Nationen an die Deutsche Botschaft wandten.
Ein Transport deutscher Staatsbürger auf dem Landweg Richtung Adriaküste war am Vormittag des 13. März aber bereits nicht mehr möglich. Für sie und die Staatsangehörigen anderer Nationen in Obhut der deutschen Botschaft blieb nur noch der Weg über die Luftevakuierung.
Da verbündete Staaten keine Hilfe leisten konnten, entschied die deutsche Bundesregierung unter Bundeskanzler Helmut Kohl am 13. März, die Evakuierungsmission durchzuführen, nachdem sie die Fraktionsvorsitzenden der Parteien im Deutschen Bundestag und die Obleute des Verteidigungsausschusses informiert hatte. Diese militärische Evakuierungsoperation sollte von Angehörigen des deutschen SFOR-Kontingents ausgeführt werden, die dazu kurzfristig wieder unter ein nationales Kommando gestellt werden sollten. Noch am selben Abend begann die Bundeswehr im Feldlager Rajlovac in Bosnien mit den Vorbereitungen für die Operation.
Auch andere Staaten reagierten auf die Verschärfung der Sicherheitslage in Albanien mit eigenen Evakuierungsoperationen. So begannen die Vereinigten Staaten am Abend des 13. März im Rahmen der Operation Silver Wake mit der Evakuierung ihres Botschaftspersonals aus Tirana. Italien hatte am gleichen Tag ebenfalls begonnen eigene Bürger und Zivilisten anderer Nationen auszufliegen und die griechische Regierung startete am 14. März mit der Operation Cosmas eine Evakuierung von Zivilisten aus der Hafenstadt Durrës auf dem Seeweg.

## Ablauf der „Operation Libelle“
- 13. März 1997

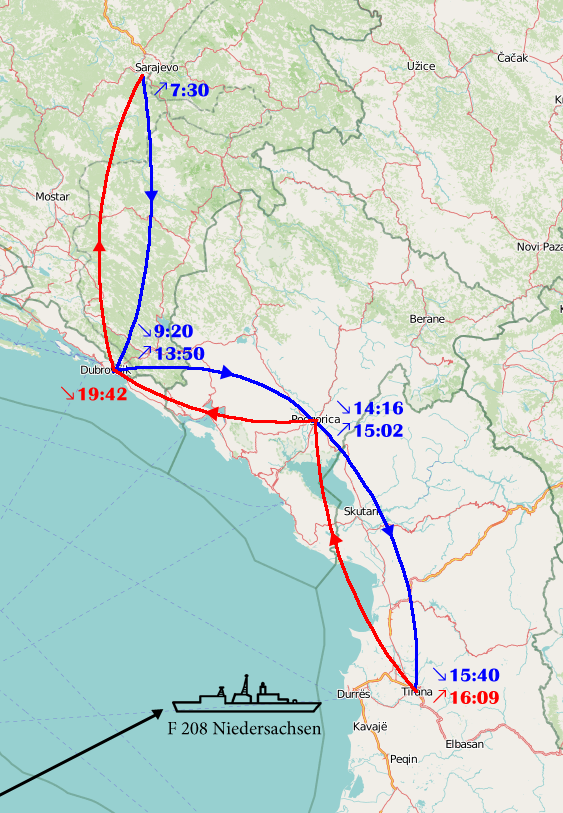
Karte der Operation

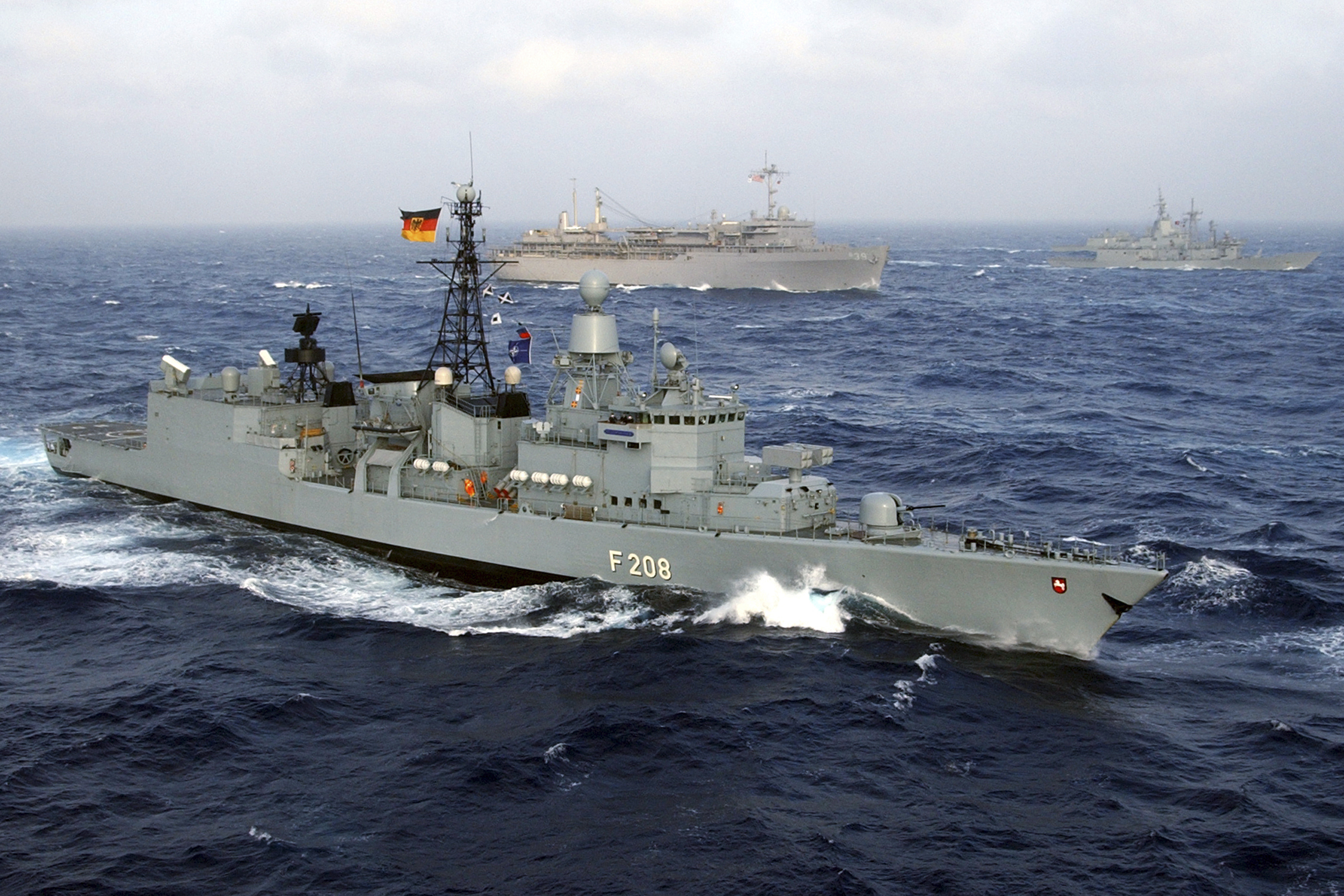
Fregatte Niedersachsen

  - 18:15 Uhr wurde der Stab des deutschen SFOR-Kontingents über eine mögliche Evakuierungsmission mit eigenen Kräften informiert und entwarf vertraulich bereits ein Grobkonzept.
  - 20:45 Uhr Entscheid des Verteidigungsministers Volker Rühe zur Verbesserung der Reaktionsfähigkeit der Bundeswehr, die Fregatte Niedersachsen mit ihren 210 Besatzungsmitgliedern ins Seegebiet westlich der Stadt Durrës in Albanien zu verlegen.
  - Das Führungszentrum der Bundeswehr (FüZBw) im BMVg in Bonn und das Heeresführungskommando in Koblenz planen die Evakuierungsoperation unter dem Decknamen Libelle und informieren um 21:45 Uhr den Stab des deutschen SFOR-Kontingents über die Durchführung am Folgetag.
  - 23:15 Uhr erging der schriftliche Befehl durch das Führungszentrum der Bundeswehr, und im Feldlager Rajlovac wurde durch der damaligen Oberst Henning Glawatz unmittelbar mit der Aufstellung des Einsatzverbands begonnen.
- 14. März 1997
  - 1:30 Uhr wurde im Feldlager Rajlovac allen dienstfähigen Soldaten, die dienstfrei hatten, die Teilnahme an der Evakuierungsoperation befohlen.
  - Sechs Transporthubschrauber des Typs CH-53G des GECONSFOR(L), des deutschen Kontingentes der SFOR (Stabilization Force) in Bosnien-Herzegowina mit Führungsgruppe, Panzergrenadieren als Sicherungssoldaten und Sanitätssoldaten (insgesamt 89 Soldaten) werden nach Dubrovnik in Kroatien verlegt; der deutsche Militärattaché für Albanien wird ebenfalls aus Deutschland eingeflogen.
  - Drei Transportflugzeuge vom Typ C-160 Transall werden gegen 7:00 Uhr am Fliegerhorst Landsberg/Lech bereitgehalten (24 Soldaten einschließlich sechs Sanitätern).
  - Um 7:00 Uhr erfolgte die Befehlsausgabe und 7:30 Uhr starteten die deutschen Hubschrauber aus dem SFOR-Feldlager Rajlovac zu ihrer vorgeschobenen Operationsbasis auf dem Flughafen Dubrovnik; die Niedersachsen liegt vor Durrës.
  - 11:35 Uhr Entscheidung der Bundesregierung zur Evakuierung.
  - 13:35 Uhr geht der Einsatzbefehls an Oberst Glawatz.
  - 13:45 Uhr die deutschen SFOR-Hubschrauber werden vom Flughafen Dubrovnik zum Flughafen Podgorica, der Hauptstadt Montenegros verlegt.
  - 14:00 Uhr Abflug der Transportflugzeuge vom Typ C-160 Transall von Landsberg/Lech nach Podgorica.
  - 15:02 Uhr Abflug der Hubschrauber mit den Sicherungskräften (Panzergrenadiere der SFOR) nach Tirana. Vor der Landung auf dem Flugplatz Lapraka um 15:40 Uhr wurden die Hubschrauber über albanischem Gebiet beschossen und eine CH53 beschädigt.
  - 15:54 Uhr kommt es rund um die Landezone zu einem Gefecht zwischen deutschen Sicherungssoldaten und Mitgliedern des albanischen Geheimdiensts, die sich mit zwei gepanzerten Geldtransportern und einem Geländewagen nähern und das Feuer unter anderem in Richtung der deutschen Hubschrauber und Soldaten sowie der dort wartenden zu Evakuierenden eröffneten.
  - 16:09 Uhr Der letzte Hubschrauber des Evakuierungsverbandes verlässt die Hauptstadt Tirana.
 Die Operation Libelle ist abgeschlossen. Alle evakuierten Zivilisten, der deutsche Botschafter und die deutschen Soldaten konnten nach Podgorica ausgeflogen werden. Im Laufe der Operation wurde ein Hubschrauber durch Beschuss zu Beginn der Mission beim Anflug auf den Flugplatz Lapraka leicht beschädigt.[1]
  - 18:20 Uhr Abflug von zwei Transall-Flugzeugen von Podgorica mit den Evakuierten zum Flughafen Köln/Bonn. Ankunft um 22:30 Uhr.
  - 19:42 Uhr Ankunft des letzten Hubschraubers des Evakuierungskommandos in Dubrovnik. Am Folgetag Rückflug nach Rajlovac.

Ein möglicher Folgeeinsatz war bereits durch das Führungszentrum der Bundeswehr befohlen worden, wurde aber nicht nötig.
Das Kommando über die Einsatztruppe hatte der spätere Brigadegeneral Henning Glawatz, der damalige Kommandeur der Luftlandebrigade 26 Saarland.
Am 18. März 1997 beschloss das Bundeskabinett, dem Deutschen Bundestag den Antrag zur Billigung des Einsatzes zuzuleiten. Am 19. März 1997 beschäftigten sich die zuständigen Ausschüsse mit dem Antrag und am 20. März 1997 stimmte der Deutsche Bundestag mit großer Mehrheit diesem Antrag zu.

## Ausgeflogene Personen
Insgesamt wurden 98 Personen aus 22 Nationen von der Bundeswehr ausgeflogen:
- Deutschland – 21
- Ungarn – 14
- Japan – 13
- Österreich – 11
- Tschechien – 5
- Dänemark – 3
- Peru – 3
- Schweiz – 3
- Ägypten – 2
- Albanien – 2
- Bosnien und Herzegowina – 2
- Niederlande – 2
- Polen – 2
- Südkorea – 2
- Argentinien – 1
- Belgien – 1
- Finnland – 1
- Italien – 1
- Luxemburg – 1
- Philippinen – 1
- Schweden – 1
- Spanien – 1

## Späte Anerkennung der beteiligten Bundeswehrangehörigen
Die Einsatzkräfte wurden vor Beginn der Operation Libelle offiziell aus dem Einsatzverband GECONSFOR und damit aus der NATO Stabilisation Force (SFOR) herausgelöst und unter nationalen Befehl gestellt. Trotzdem verweigerte ihnen das Bundesverteidigungsministerium anfangs, ähnlich wie später nach der 2011 erfolgten Operation Pegasus, eine Einsatz-Auszeichnung. Als Begründung wurde angeführt, die Operation sei selbstverständlicher Teil des Einsatzes der SFOR in Bosnien und Herzegowina gewesen.
Eine Revision dieser Einschätzung erfolgte erst Jahre später. Im Juli 2022 veröffentlichte die Website der Bundeswehr eine Bekanntmachung, die die Operationen Libelle und Pegasus als auszeichnungswürdig deklarierte. Die geschätzten 1300 Teilnehmer beider Operationen erfüllten demnach die Voraussetzungen für eine Auszeichnung mit der im September 2021 gestifteten Einsatzmedaille Militärische Evakuierungsoperation (MilEvakOp). Abweichend von anderen Einsatzmedaillen setzt die Verleihung der MilEvakOp keine Mindesteinsatzzeit voraus. Da „begründende Unterlagen“, speziell bei aus dem Dienst ausgeschiedenen Personen, im Fall der Operationen Libelle und Pegasus oft nicht mehr vorlagen, wurden die Betroffenen gebeten, selbst initiativ zu werden und die Bundeswehr zu kontaktieren.
Ferner kommt für die Beteiligten eine Verleihung der Einsatzmedaille Gefecht in Betracht, seit im April 2022 die vorherige Stichtagsregel aufgehoben wurde. Der letztgenannte Änderung vorausgegangen war eine kleine Anfrage der FDP-Bundestagsfraktion, datierend vom 26. April 2019. Darin war auf die fehlende Möglichkeit zur Auszeichnung von an Gefechten beteiligten Bundeswehrangehörigen hingewiesen worden, sofern diese Einsätze vor dem Stichtag 28. April 2009 stattgefunden hatten.